# Higiene espacial

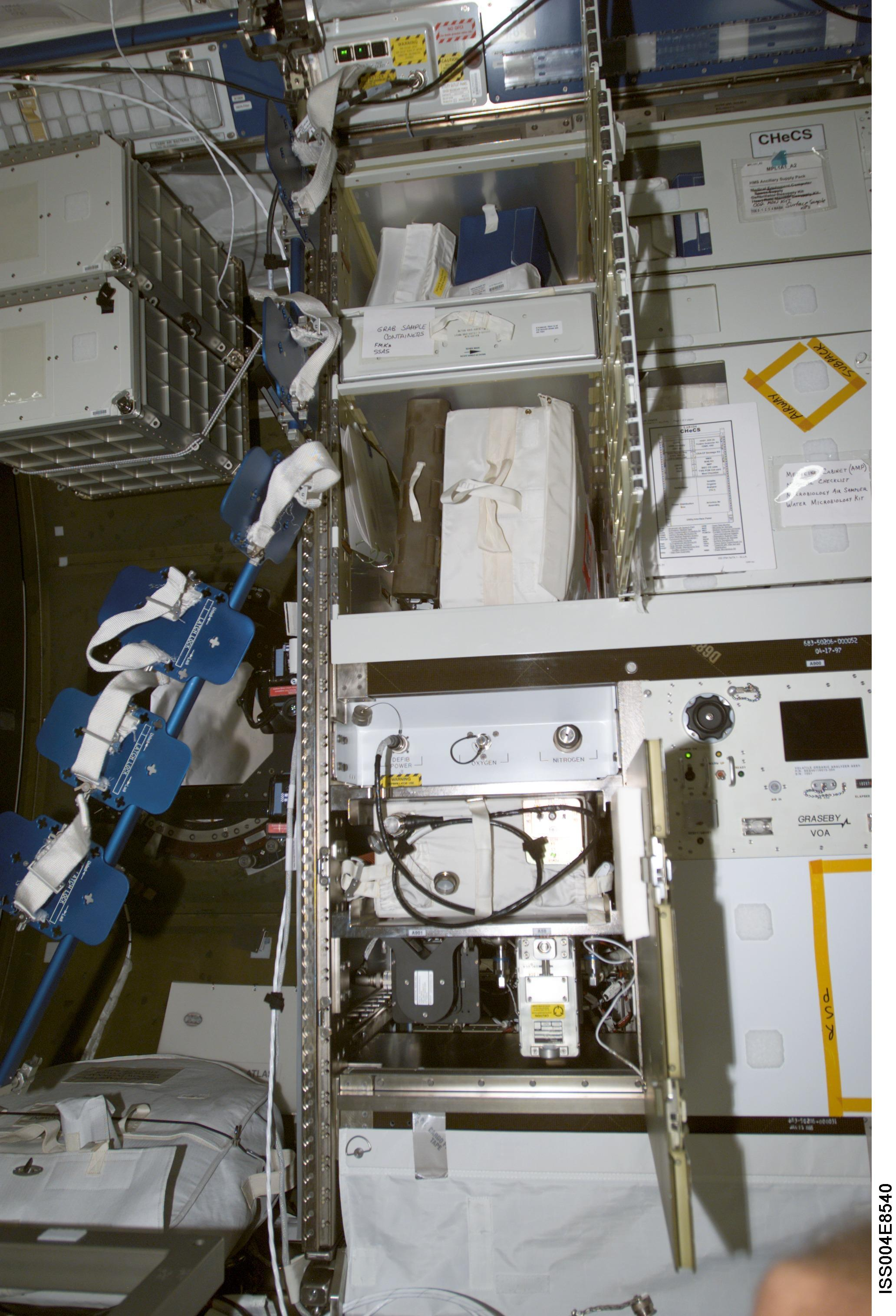
Vista del rack LAB1D4 que contiene el equipo del Crew Health Care System (CHeCS) en el laboratorio de Destiny US. Los casilleros están abiertos para revelar las ubicaciones de almacenamiento de los kits de protección contra la contaminación de la tripulación, el paquete de soporte respiratorio (RSP), el kit de emergencia y el desfibrilador del sistema de mantenimiento de la salud (HMS).

La higiene espacial o higiene astronáutica evalúa y mitiga los peligros y riesgos para la salud de quienes trabajan en entornos de baja gravedad y el espacio exterior. La disciplina de la higiene astronáutica incluye temas como el uso y mantenimiento de sistemas de soporte vital, los riesgos de la actividad extravehicular, los riesgos de exposición a sustancias químicas o radiaciones, la caracterización de peligros, problemas de factores humanos y el desarrollo de estrategias de gestión de riesgos. La higiene astronáutica trabaja codo con codo con la medicina espacial para garantizar que los astronautas estén sanos y seguros cuando trabajan en el espacio.

## Visión general
Cuando los astronautas viajan por el espacio, están expuestos a numerosos peligros, como radiación, microbios en la nave espacial y polvo tóxico de la superficie planetaria, etc. Durante un viaje espacial, los higienistas astronáuticos trabajan en la recopilación de datos sobre una multitud de temas. Una vez que se han recopilado los datos, los analizan para determinar, entre otras cosas, los riesgos para la salud humana debido a la exposición a diversos productos químicos dentro de la nave espacial, así como a otras toxinas durante su vuelo. A partir de eso, los higienistas pueden determinar las medidas apropiadas a tomar para mitigar la exposición de los astronautas a los químicos dañinos.
Una vez en la superficie de una luna o planeta, el higienista astronáutico también recopilaría datos sobre la naturaleza del polvo y los niveles de radiación en la superficie. A partir de este análisis, determinarían los riesgos para la salud de los astronautas y concluirían cómo prevenir o controlar la exposición.
Las funciones principales del higienista astronáutico son las siguientes:
1. Iniciar y participar en investigaciones donde una evaluación competente de los riesgos para la salud sea crítica, por ejemplo, en el desarrollo de estrategias efectivas de mitigación del polvo para la exploración lunar.
2. Participar activamente en el diseño de técnicas de mitigación de peligros, por ejemplo, trajes espaciales con baja retención / liberación de polvo y facilidad de movimiento.
3. Proporcionar solución de problemas en vuelo, por ejemplo, para identificar el peligro, evaluar los riesgos para la salud y para determinar las medidas de mitigación.
4. Asesorar a gobiernos sobre las medidas de mitigación de riesgos más rentables para los vuelos espaciales tripulados.
5. Actuar como enlace central entre las demás disciplinas de las ciencias espaciales.
6. Proporcionar información, instrucción y capacitación sobre el establecimiento de normas, los efectos de la exposición en la salud, la identificación de peligros y el uso de controles.
7. Proporcionar un enfoque holístico para proteger la salud de un astronauta.

La nave espacial Orión (vehículo de tripulación multipropósito) es una nave espacial interplanetaria estadounidense-europea destinada a transportar una tripulación de cuatro astronautas a destinos en la órbita terrestre baja (LEO) o más allá. Actualmente en desarrollo por la Administración Nacional de Aeronáutica y del Espacio ( NASA) y la Agencia Espacial Europea (ESA) para su lanzamiento en el Sistema de Lanzamiento Espacial. Orion contendrá material potencialmente peligroso como amoníaco, hidracina, freón, tetróxido de nitrógeno y compuestos orgánicos volátiles y será necesario prevenir o controlar la exposición a estas sustancias durante el vuelo. Los higienistas astronáuticos de los Estados Unidos junto con colegas de la Unión Europea, higienistas astronáuticos del Reino Unido y expertos en medicina espacial están desarrollando medidas que mitigarán la exposición a estas sustancias.
El Dr. John R. Cain (un experto en gestión de riesgos para la salud del gobierno del Reino Unido) fue el primer científico en definir la nueva disciplina de la higiene astronáutica. El establecimiento de la Agencia Espacial del Reino Unido y la Asociación de Ciencias Biomédicas y de Vida Espacial del Reino Unido (UK Space LABS) ven el desarrollo y la aplicación de los principios de higiene astronáutica como un medio importante para proteger la salud de los astronautas que trabajan (y eventualmente viven) en el espacio. .

## Limpieza y gestión de residuos
Los problemas de limpieza y eliminación de desechos surgen cuando se trata de entornos de baja gravedad. En la Estación Espacial Internacional no hay duchas, y los astronautas toman baños cortos de esponja, con un paño para lavar y otro para enjuagar. Dado que la tensión superficial hace que el agua y las burbujas de jabón se adhieran a la piel, se necesita muy poca agua. Se utiliza jabón especial que no se enjuaga, así como champús especiales que no se enjuagan. Dado que un inodoro con descarga de agua no funcionaría en entornos de baja gravedad, se diseñó un inodoro especial que tiene capacidad de succión. Si bien el diseño es casi el mismo, el concepto utiliza el flujo de aire en lugar de agua. En el caso del transbordador espacial, las aguas residuales se ventilan por la borda al espacio y los desechos sólidos se comprimen y se retiran del área de almacenamiento una vez que el transbordador regresa a la tierra. El modelo de inodoro actual se voló por primera vez en STS-54 en 1993 y cuenta con una capacidad de almacenamiento ilimitada, en comparación con la capacidad de solo 14 días de los inodoros lanzadera originales, y el nuevo modelo tiene un entorno libre de olores.

### Control de gases en naves espaciales
Los gases tóxicos se producen como una liberación de gases de los astronautas y materiales de ejemplo, revestimientos de superficies no metálicas, adhesivos, elastómeros, disolventes, agentes de limpieza, el intercambiador de calor líquidos etc. Por encima de concentraciones específicas, si se inhalan, los gases podrían afectar la capacidad de la tripulación para llevar a cabo sus funciones de manera eficaz.
La mayoría de los datos toxicológicos sobre la exposición al gas se basan en el período de trabajo de 8 horas del trabajador terrestre y, por lo tanto, no son adecuados para el trabajo en naves espaciales. Se han tenido que establecer nuevos tiempos de exposición (datos de higiene astronáutica) para misiones espaciales en las que la exposición puede ser ininterrumpida durante 2 semanas o más sin periodos diarios o de fin de semana.
Los límites de exposición se basan en:
- Condiciones de funcionamiento "normales" de la nave espacial.
- Una situación de "emergencia".

En condiciones normales, hay trazas de gases contaminantes, como el amoníaco, de la emisión normal de gases a temperatura ambiente y temperaturas elevadas. Otros gases surgen de los depósitos de suministro de gas respirable y de los propios miembros de la tripulación. En caso de emergencia, los gases pueden surgir por sobrecalentamiento, derrames, rotura del circuito de refrigerante (etilenglicol) y por pirólisis de componentes no metálicos. El monóxido de carbono es una gran preocupación para las tripulaciones espaciales; esto fue evidente durante las misiones Apolo. Los gases traza emitidos se pueden controlar usando filtros de hidróxido de litio para atrapar dióxido de carbono y filtros de carbón activado para atrapar otros gases.
Los gases en la cabina se pueden probar mediante cromatografía de gases, espectrometría de masas y espectrofotometría de infrarrojos. Las muestras de aire de la nave espacial se examinan antes y después del vuelo para determinar sus concentraciones de gas. Los filtros de carbón activado pueden examinarse en busca de indicios de gases traza. Las concentraciones medidas se pueden comparar con los límites de exposición apropiados. Si las exposiciones son elevadas, aumentan los riesgos para la salud. El muestreo continuo de las sustancias peligrosas es esencial para que se puedan tomar las medidas adecuadas si la exposición es alta.
Una gran cantidad de sustancias volátiles detectadas durante el vuelo se encuentran principalmente dentro de sus valores límite de umbral y de los límites de concentración máxima permitida de la nave espacial de la NASA. Si la exposición de la cabina de la nave espacial a sustancias químicas específicas está por debajo de sus TLV y SMAC, se espera que se reduzcan los riesgos para la salud después de la exposición por inhalación.

### Concentraciones máximas permitidas de naves espaciales
Los SMAC guían la exposición a sustancias químicas durante las operaciones normales y de emergencia a bordo de las naves espaciales. Los SMAC a corto plazo se refieren a concentraciones de sustancias en el aire, como gas y vapor, que no comprometerán el desempeño de tareas específicas por parte de los astronautas durante condiciones de emergencia ni causarán efectos tóxicos graves. Los SMAC a largo plazo están destinados a evitar efectos adversos para la salud y evitar cambios notables en el desempeño de la tripulación bajo exposición continua a sustancias químicas durante un período de hasta 180 días.
Los datos de higiene astronáutica necesarios para desarrollar los SMAC incluyen:
- Caracterización químico-física del químico tóxico.
- estudios de toxicidad animal
- estudios clínicos en humanos
- exposiciones humanas accidentales
- estudios epidemiológicos
- estudios de toxicidad in vitro

## Menstruación en el espacio
Durante muchos años se utilizó a la menstruación como una excusa para evitar que las mujeres se convirtieran en astronautas, aunque nunca se realizaron experimentos para comprobar que esto era un impedimento. Una de las preocupaciones principales de la NASA era el riesgo de peritonitis, en caso de que la falta de gravedad evitara que el útero expulsara los desechos. 
Para la misión Mercury, la primera tripulada por personas, la NASA sometió a pruebas físicas y psicológicas a 32 hombres y 19 mujeres, al final solo hombres fueron elegidos para el viaje espacial. En 1964, tres años después, el programa para mujeres astronautas fue eliminado bajo el argumento de que la menstruación hacía a las mujeres demasiado temperamentales, física y psicológicamente como para viajar al espacio.
Una de las anécdotas que demostró la ignorancia del personal masculino de la NASA respecto a la menstruación y su higiene fue cuando en 1983, los ingenieros le preguntaron a Sally Ride, primera astronauta estadounidense, si 100 tampones eran la cantidad adecuada para la misión de una semana.
De acuerdo con la ginecóloga espacial, Varsha Jain, la hormona foliculoestimulante, no presenta cambios durante los viajes espaciales; esto quiere decir que el ciclo menstrual, tanto en personas como en animales que han participado en misiones espaciales, no presenta alteraciones.

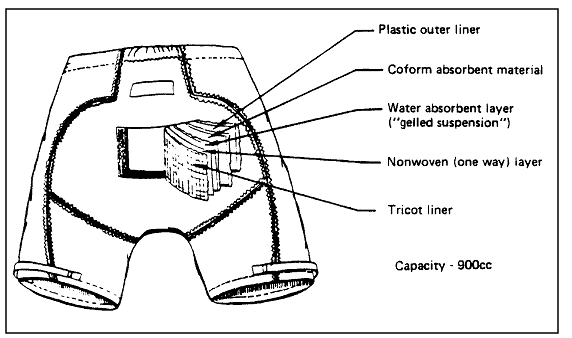
Calzón de contención de absorción desechable, DACT por sus siglas en inglés (Disposable Absorption Containment Trunk).

En 1980, cuando las mujeres empezaron a participar en los programas espaciales de la NASA, se tuvo que agregar otra opción para que pudiera ser utilizada por ambos géneros: un pañal de máxima absorbencia unisex.
Jain, junto con su colega, Virginia Wotring, han señalado que los sistemas de eliminación de residuos de la Estación Espacial Internacional no fueron creados para manejar los desechos menstruales.  En la EEl existen dos baños, uno en el lado estadounidense y otro en el lado ruso; las mujeres que están menstruando deben utilizar el baño ruso, ya que es el único que puede procesar la sangre menstrual.
Gran parte de las astronautas prefiere no menstruar mientras se encuentra en el espacio, por lo que el anticonceptivo oral es el método favorito y más conveniente, 5  ya que para una misión de tres años, se requieren más o menos 1 100 pastillas, cuyo peso y dimensiones son menores a las de los tampones o toallas sanitarias para cumplir esta necesidad biológica.
Si bien es difícil conseguir una investigación confiable sobre los efectos secundarios de la píldora a largo plazo en las astronautas, hasta el momento, este método no ha presentado ningún riesgo, más aún, el estrógeno que contiene ayuda a reducir la pérdida de densidad ósea, efecto colateral de las estancias en el espacio.
En febrero del 2025 las científicas de Hypatia Mars, participaron en la simulación de una misión tripulada a Marte en la Mars Research Desert Station (MDRS), localizada en el desierto de Utah, Estados Unidos, para realizar investigaciones sobre la menstruación, la nutrición, los ciclos del sueño y otras variables fisiológicas en las mujeres.
Anna Bach, directora ejecutiva de la misión, señaló que buscan estudiar cómo funciona el ciclo menstrual para mejorar la gestión de las misiones y proporcionar otras alternativas para que las astronautas no tengan que suprimir la regla. Además, las científicas plantean la posibilidad de recolectar la sangre menstrual y utilizarla como fertilizante de plantas.

## Peligros del polvo lunar
El polvo lunar o regolito es la capa de partículas en la superficie de la Luna y tiene aproximadamente <100 um. Las formas de los granos tienden a alargarse. La exposición por inhalación a este polvo puede causar dificultades respiratorias porque el polvo es tóxico. También puede nublar las viseras de los astronautas cuando trabajan en la superficie de la Luna. Además, se adhiere a los trajes espaciales tanto mecánicamente (debido a las formas de púas) como electrostáticamente . Durante el Apolo, se descubrió que el polvo causaba desgaste en la tela del traje espacial.
Durante la exploración lunar, será necesario evaluar los riesgos de exposición al polvo lunar y, por lo tanto, instigar los controles de exposición adecuados. Las medidas necesarias pueden incluir la medición de concentraciones de polvo exosférico, campos eléctricos de superficie, masa de polvo, velocidad, carga y sus características del plasma.

### Deposición de partículas inhaladas
El alcance de la respuesta inflamatoria en el pulmón dependerá de dónde se depositen las partículas de polvo lunar. En la deposición de 1G, las vías respiratorias más centrales reducirán el transporte de las partículas finas a la periferia del pulmón. En la Luna con gravedad fraccionada, las partículas finas inhaladas se depositarán en regiones más periféricas del pulmón. Por lo tanto, debido a la velocidad de sedimentación reducida en la gravedad lunar, se depositarán finas partículas de polvo en la región alveolar del pulmón. Esto exacerbará el potencial de daño pulmonar.

### Controlar la exposición al polvo
Se debe desarrollar el uso de técnicas de separación magnética de alto gradiente para eliminar el polvo de los trajes espaciales después de la exploración, ya que la fracción fina del polvo lunar es magnética Además, las aspiradoras se pueden utilizar para eliminar el polvo de los trajes espaciales.
La espectrometría de masas se ha utilizado para controlar la calidad del aire de la cabina de la nave espacial. Los resultados obtenidos se pueden utilizar para evaluar los riesgos durante los vuelos espaciales, por ejemplo, comparando las concentraciones de COV con sus SMAC. Si los niveles son demasiado altos, se requerirán las medidas correctoras adecuadas para reducir las concentraciones y los riesgos para la salud.

## Peligros microbianos
Durante el vuelo espacial, habrá transferencia de microbios entre los miembros de la tripulación. La tripulación del Skylab 1 experimentó varias enfermedades bacterianas asociadas. Se encontró que la contaminación microbiana en el Skylab era muy alta. Staphylococcus aureus y Aspergillus spp se han aislado comúnmente del aire y las superficies durante varias misiones espaciales. Los microbios no se sedimentan en microgravedad, lo que da como resultado aerosoles persistentes en el aire y altas densidades microbianas en el aire de la cabina, en particular si los sistemas de filtrado de aire de la cabina no están bien mantenidos. Durante una misión se encontró un aumento en el número y diseminación de hongos y estreptococos patógenos.
Los dispositivos de recolección de orina acumulan la bacteria Proteus mirabilis, que está asociada con la infección del tracto urinario . Por esta razón, los astronautas pueden ser susceptibles a infecciones del tracto urinario . Un ejemplo es la misión Apolo 13, durante la cual el piloto del módulo lunar experimentó una infección aguda del tracto urinario que requirió dos semanas de terapia con antibióticos para resolverse.
Las biopelículas que pueden contener una mezcla de bacterias y hongos tienen el potencial de dañar los equipos electrónicos al oxidar varios componentes, por ejemplo, cables de cobre . Estos organismos prosperan porque sobreviven con la materia orgánica liberada por la piel del astronauta. Los ácidos orgánicos producidos por microbios, en particular hongos, pueden corroer el acero, el vidrio y el plástico. Además, debido al aumento de la exposición a la radiación en una nave espacial, es probable que haya más mutaciones microbianas.
Debido a la posibilidad de que los microbios causen infecciones en los astronautas y puedan degradar varios componentes que pueden ser vitales para el funcionamiento de la nave espacial, se deben evaluar los riesgos y, en su caso, gestionar los niveles de crecimiento microbiano controlados por la nave espacial. uso de una buena higiene astronáutica. Por ejemplo, muestreando con frecuencia el aire y las superficies de la cabina espacial para detectar signos tempranos de un aumento de la contaminación microbiana, manteniendo las superficies limpias mediante el uso de ropa desinfectada, asegurando que todo el equipo esté bien mantenido, en particular los sistemas de soporte vital y por Aspiración regular de la nave espacial para eliminar el polvo, etc. Es probable que durante las primeras misiones tripuladas a Marte se subestimen los riesgos de contaminación microbiana a menos que se apliquen los principios de buenas prácticas de higiene astronáutica. Por lo tanto, se necesitan más investigaciones en este campo para poder evaluar los riesgos de exposición y desarrollar las medidas necesarias para mitigar el crecimiento microbiano.

### Microbios y microgravedad en el espacio
Hay más de cien cepas de bacterias y hongos que se han identificado en misiones espaciales tripuladas. Estos microorganismos sobreviven y se propagan en el espacio. Se está haciendo un gran esfuerzo para asegurar que los riesgos de exposición a los microbios se reduzcan significativamente. Las naves espaciales se esterilizan como una buena práctica de control mediante el lavado con agentes antimicrobianos como el óxido de etileno y el cloruro de metilo, y los astronautas se ponen en cuarentena durante varios días antes de una misión. Sin embargo, estas medidas solo reducen las poblaciones de microbios en lugar de eliminarlas. La microgravedad puede aumentar la virulencia de microbios específicos. Por tanto, es importante que se estudien los mecanismos responsables de este problema y se implementen los controles adecuados para asegurar que los astronautas, en particular, los inmunodeprimidos, no se vean afectados.

## Riesgos anatómicos debidos al medio ambiente
El trabajo de Cain (2007) y otros han visto la necesidad de comprender los peligros y riesgos de trabajar en un entorno de baja gravedad. Los efectos generales sobre el cuerpo de los vuelos espaciales o la reducción de la gravedad, por ejemplo, como puede ocurrir en la Luna o durante la exploración de Marte, incluyen factores físicos modificados como la disminución del peso, la presión de los fluidos, la convección y la sedimentación. Estos cambios afectarán los fluidos corporales, los receptores de gravedad y las estructuras que soportan peso. El cuerpo se adaptará a estos cambios durante el tiempo que pase en el espacio. También habrá cambios psicosociales causados por viajar en el espacio confinado de una nave espacial. La higiene astronáutica (y la medicina espacial) debe abordar estos problemas, en particular, los probables cambios de comportamiento de la tripulación, de lo contrario, las medidas desarrolladas para controlar los posibles peligros y riesgos para la salud no se mantendrán. Cualquier disminución en la comunicación, el desempeño y la resolución de problemas, por ejemplo, podría tener efectos devastadores.
Durante la exploración espacial, existe la posibilidad de que se desarrolle dermatitis de contacto, en particular si hay exposición a sensibilizantes de la piel como los acrilatos . Dicha enfermedad de la piel podría poner en peligro una misión a menos que se tomen las medidas adecuadas para identificar la fuente de exposición, evaluar los riesgos para la salud y, por lo tanto, determinar los medios para mitigar la exposición.

### Ruido
Los ventiladores, compresores, motores, transformadores, bombas, etc. de la Estación Espacial Internacional (ISS) generan ruido. A medida que se requiere más equipo en la estación espacial, existe la posibilidad de que haya más ruido. El astronauta Tom Jones indicó que el ruido era más un problema en los primeros días de la estación espacial cuando los astronautas usaban protección auditiva. Hoy en día, no se requiere protección auditiva y las cámaras para dormir están insonorizadas.
El programa espacial ruso nunca ha dado una alta prioridad a los niveles de ruido experimentados por sus cosmonautas (por ejemplo, en Mir los niveles de ruido alcanzaron 70-72 dB). Es poco probable que menos de 75 decibeles provoquen pérdida auditiva. Consulte Pérdida auditiva inducida por ruido para obtener más información. Esto podría provocar que las alarmas de advertencia de peligro no se escuchen con el ruido de fondo. Para reducir los riesgos de ruido, los ingenieros de la NASA construyeron hardware con reducción de ruido incorporada. Una bomba despresurizada que produce 100 dB puede reducir los niveles de ruido a 60 dB mediante la instalación de cuatro soportes de aislamiento. No se recomienda el uso de protectores auditivos porque bloquean las señales de alarma. Se necesita más investigación para este campo, así como en otras áreas de higiene astronáutica, por ejemplo, medidas para reducir los riesgos de exposición a la radiación, métodos para crear gravedad artificial, sensores más sensibles para monitorear sustancias peligrosas, mejores sistemas de soporte de vida y más datos toxicológicos sobre el Peligros de polvo lunar y marciano.

## Riesgos de radiación
La radiación espacial consiste en partículas de alta energía como protones, alfa y partículas más pesadas que se originan en fuentes tales como rayos cósmicos galácticos, partículas solares energéticas de llamaradas solares y cinturones de radiación atrapados. La exposición de la tripulación de la estación espacial será mucho mayor que la de la Tierra y los astronautas sin blindaje pueden experimentar efectos graves para la salud si no están protegidos. La radiación cósmica galáctica es extremadamente penetrante y puede que no sea posible construir escudos de suficiente profundidad para prevenir o controlar la exposición.

### Radiación atrapada
El campo magnético de la Tierra es responsable de la formación de los cinturones de radiación atrapados que rodean la Tierra. La ISS orbita entre 200 millas náuticas (370,4 km) y 270 millas náuticas (500 km), conocida como órbita terrestre baja (LEO). Las dosis de radiación atrapada en LEO disminuyen durante el máximo solar y aumentan durante el mínimo solar. Las exposiciones más altas se producen en la región de la anomalía del Atlántico sur .

### Radiación cósmica galáctica
Esta radiación se origina fuera del sistema solar y está formada por núcleos atómicos cargados ionizados de hidrógeno, helio y uranio . Debido a su energía, la radiación cósmica galáctica es muy penetrante. El blindaje delgado a moderado es eficaz para reducir la dosis equivalente proyectada, pero a medida que aumenta el grosor del blindaje, disminuye la eficacia del mismo.

### Eventos de partículas solares
Se trata de inyecciones de electrones energéticos, protones y partículas alfa en el espacio interplanetario durante las erupciones de las erupciones solares. Durante los períodos de máxima actividad solar, aumentará la frecuencia y la intensidad de las erupciones solares. Los eventos de protones solares generalmente ocurren solo una o dos veces por ciclo solar.
La intensidad y la alteración espectral de las SPE tienen un impacto significativo en la efectividad del escudo. Las erupciones solares ocurren sin mucha advertencia, por lo que son difíciles de predecir. Las SPEs representarán la mayor amenaza para las tripulaciones desprotegidas en órbitas polares, geoestacionarias o interplanetarias . Afortunadamente, la mayoría de las SPE son de corta duración (menos de 1 a 2 días), lo que permite que sean factibles los "refugios para tormentas" de pequeño volumen.

### Otros
Peligros de la radiación también pueden provenir de fuentes artificiales, por ejemplo, investigaciones médicas, de radio-isotópica generadores de energía o de pequeños experimentos como en la Tierra. Las misiones lunares y marcianas pueden incluir reactores nucleares para energía o sistemas de propulsión nuclear relacionados. Los higienistas astronáuticos deberán evaluar los riesgos de estas otras fuentes de radiación y tomar las medidas adecuadas para mitigar la exposición.
Las pruebas de laboratorio publicadas en el Journal of Plasma Physics and Controlled Fusion indican que podría desarrollarse un "paraguas" magnético para desviar la radiación espacial dañina lejos de la nave espacial. Tal "paraguas" protegería a los astronautas de las partículas cargadas ultrarrápidas que se alejan del Sol. Proporcionaría un campo protector alrededor de la nave similar a la magnetosfera que envuelve la Tierra. Esta forma de control contra la radiación solar será necesaria si un hombre va a explorar los planetas y reducir los riesgos para la salud de la exposición a los efectos mortales de la radiación. Se necesita más investigación para desarrollar y probar un sistema práctico.